# Erebochlora decdor
Erebochlora decdor är en fjärilsart som beskrevs av Paul Dognin 1909. Erebochlora decdor ingår i släktet Erebochlora och familjen mätare. Inga underarter finns listade i Catalogue of Life.